# 淡路日の出農業協同組合
淡路日の出農業協同組合（あわじひのでのうぎょうきょうどうくみあい）は、兵庫県淡路市に本店を置く農業協同組合。略称はJA淡路日の出。

## 概要
兵庫県淡路島の洲本市・淡路市にある6JA（JA洲本市、津名東、浦、北淡町、淡路一宮、淡路五色）が合併し、日の出農業協同組合として1993年10月1日に誕生。その後、2006年1月に名称を変更し現在に至っている｡
業務区域の農地は県内の約7%にあたる5千ha、農業所得は同9%の127億円。
業務区域である淡路島の北部から中部は、東に大阪湾、西に播磨灘を臨む温暖な瀬戸内海気候に属し、自然環境に恵まれている。
神戸牛、但馬牛、松阪牛の元となる淡路和子牛（淡路ビーフ・淡路牛）の産地である。
このほか、米、玉ねぎ、カーネーション、ミカン、イチゴなどを中心とした農畜産物は、全国的なブランドとして知られている。

## 沿革
- 管内のJAの合併
  - 1961年（昭和36年）- JA尾崎、郡家、多賀、江井、柳沢、山田の6JAが合併しJA一宮町として発足。昭和57年にJA淡路一宮に名称変更。
  - 1961年（昭和36年）- JA育波、育波第一の2JAが合併しJA育波が発足。
  - 1963年（昭和38年）- JA広石、鳥飼、堺の3JAが合併しJA五色丘が発足。
  - 1963年（昭和38年）- JA仁井、野島、常盤、富島、浅野、育波、室津の7JAが合併しJA北淡町が発足。
  - 1963年（昭和38年）- JA洲本、中川原、安乎、由良町の4JAが合併しJA洲本市が発足。
  - 1963年（昭和38年）- JA塩田、志筑、中阿（中田）、大町の4JAが合併しJA津名町が発足。
  - 1966年（昭和41年）- JA津名町、生穂、佐野、釜口、仮屋、淡路町（岩屋）の6JAが合併しJA津名東が発足。
  - 1990年（平成3年）- JA淡路都志、鮎原、五色丘の3JAが合併しJA淡路五色が発足。
- 1993年（平成5年）- 兵庫県津名郡（現淡路市）・洲本市の6つの農業協同組合（JA洲本市、津名東、浦、北淡町、淡路一宮、淡路五色）が合併して日の出農業協同組合として発足。
- 2006年（平成18年）- 淡路日の出農業協同組合に名称変更
- 2012年（平成24年）- 本店新会館竣工

## 業務区域
- 兵庫県淡路市・洲本市全域

## 拠点
- 本店
- 洲本支店
- 津名支店
- 生穂支店
- 東浦淡路支店
- 岩屋支店
- 北淡支店
- 育波支店
- 一宮支店
- 五色（五色丘）支店
- 都志支店
- 鮎原支店

## その他

### 商標登録を受けている生産物
- はるる：春に収穫される管内のトマト
- 淡路島たまねぎ：淡路島産のたまねぎ
- 淡路ビーフ：淡路島産但馬牛の肉
- オニオンスター：たまねぎ

### ひょうご食品認証を取得している生産物
- たまねぎ
- レタス
- はくさい
- ピーマン
- いちご
- 菜の花
- ねぎ
- トマト
- いちじく